# Acanthopale
Acanthopale es un género de plantas herbáceas perteneciente a la familia Acanthaceae. El género tiene 17 especies descritas y de estas solo 8 aceptadas.

## Taxonomía
El género fue descrito por Charles Baron Clarke y publicado en Flora of Tropical Africa 5: 62. 1899. La especie tipo es: Acanthopale laxiflora (Lindau) C.B.Clarke	
Etimología
Acanthopale: nombre genérico que deriva del griego acantho = "espina" y palum = "juego".

## Especies
- Acanthopale albosetulosa C.B.Clarke
- Acanthopale confertiflora (Lindau) C.B.Clarke
- Acanthopale decempedalis C.B.Clarke
- Acanthopale laxiflora (Lindau) C.B.Clarke
- Acanthopale longipilosa Mildbr. ex Bremek.
- Acanthopale macrocarpa Vollesen
- Acanthopale madagascariensis (Baker) C.B.Clarke ex Bremek.
- Acanthopale pubescens (Lindau) C.B.Clarke